# オーラヴ・トリュグヴァッソンの最大のサガ
『オーラヴ・トリュグヴァッソンの最大のサガ』（オーラヴ・トリュグヴァッソンのさいだいのサガ）または『オーラーヴ・トリュッグヴァソン王の大サガ』(古ノルド語: Óláfs saga Tryggvasonar en mesta、英語: The Greatest Saga of Óláfr Tryggvason)は、オーラヴ・トリュグヴァッソン王の伝記の増補されたものの1つである。
1300年ごろに書かれたこの作品は、基礎としてスノッリ・ストゥルルソンの『ヘイムスクリングラ』にある『オーラヴ・トリュグヴァッソンのサガ』を利用しているが、直接に関連のない文献だけでなくオッド・スノッラソンとGunnlaugr Leifssonによる過去の王の伝記に拠る内容によって、大いに物語を拡張している。
サガは、2つのグループに分けられるいくつかの写本に保存されている。1つ目のグループは、写本『AM 53 fol.』、『AM 54 fol.』、『AM 61 fol.』、『Bergsbók』と『Húsafellsbók』に残された初期の版である。2つ目のグループは、写本『AM 62 fol.』、『フラート島本』に残されたより新しい版である。
サガは数多くのサットルや短いサガを取り入れている。それらのいくつかは他のどの文献にも保存されていない。